# Pont medieval de Sords
El Pont medieval de Sords és una obra de Cornellà del Terri (Pla de l'Estany) inclosa a l'Inventari del Patrimoni Arquitectònic de Catalunya.

## Descripció
Pont medieval de tres arcs sobre Terri. Els seus arcs són construïts amb carreus de mida regular. Els dos arcs laterals, més petits, són parcialment cegats. Alguns fragments d'aquest pont foren reconstruïts amb formigó, que resulta ben visible.

## Història
En altre temps constituïa una de les imatges més típiques del poble.